# Exorde
L’exorde — du latin exordium (nom masculin) commencement, en grec προοίμιον / prooímion, « prélude » — est, en rhétorique, la première des six parties canoniques du discours selon Cicéron. Les autres parties qui suivent l’exorde sont la narration, la division, la confirmation, la réfutation, la péroraison ou conclusion. Des diverses parties du discours établies par l’ancienne rhétorique, l’exorde est l’une des plus essentielles, une de celles que tous les sujets comportent et que les circonstances de temps et de lieu modifient, mais ne suppriment pas. Elle correspond à une description brève du problème dans le discours de Cicéron.

## Finalités de l'exorde
L’exorde, dont dépend souvent le succès de tout le discours, a pour objectif de capter l’attention des auditeurs sur le sujet et de se concilier leur bienveillance, c'est pourquoi il commence souvent par la captatio benevolentiae. Cette introduction permet à l’orateur de justifier sa prise de parole et de montrer que l’intérêt du public rejoint le sien à propos du sujet qu’il va traiter. C’est là que celui qui parle doit déployer les qualités qui assurent à l’homme un bon accueil : modestie, prudence, probité, autorité. L’exorde est le triomphe de ce que les anciens ont nommé les mœurs et celui aussi des précautions oratoires, ces tours adroits par lesquels l’orateur, comme l’écrivain, adoucit ce qui peut paraître choquant, cet art de ne pas heurter de front l’opinion contraire ou les sentiments hostiles, de s’associer même, dans une certaine mesure, aux préjugés, aux intérêts que l’on va combattre. L’exorde repose beaucoup sur l’allusion : l’orateur évoque à grands traits le cadre de son sujet ou les circonstances qui l’entourent. Il peut aussi présenter brièvement quelques points-clés en faveur de la position qu’il est sur le point de défendre. Le procédé majeur à l’œuvre est l’insinuation. L’orateur fait comprendre aux auditeurs qu’ils ne savent pas tout du sujet qu’il va développer. Dans sa prise de parole, l’orateur doit rester sobre au moment de l’exorde : il utilisera peu d’images ou de figures de style et ce préambule devra rester bref.

## Formes d'exordes
Les anciens distinguaient trois sortes d’exordes : l’exorde simple ou par l’hommage et les remerciements, l’exorde par l’insinuation en insistant sur l’enjeu du discours et qui peut faire usage de précautions oratoires, l’exorde ex abrupto ou par la surprise.
L’éloquence chrétienne en a fait ajouter un quatrième, l’exorde majestueux. Toutes les rhétoriques en donnent la définition et les plus illustres exemples. Il est clair que le choix et l'emploi du genre d’exorde dépendent du sujet, de l’orateur, de l’auditoire, du temps, du lieu, des dispositions d’esprit produites ou révélées par les circonstances. L’exorde ex abrupto lui-même demande autant d’habileté que de passion ; que celle-ci ne doit jamais être déréglée et aveugle, et que, dans un sermon de Bridaine comme dans une catilinaire de Cicéron, l’éloquence des coups de tonnerre ne va jamais sans l’art de se concilier la bienveillance des gens sur qui elle éclate.

#### Ouvrages généraux
- Laurent Pernot, La Rhétorique dans l'Antiquité, Paris, Librairie Générale Française, coll. « Le Livre de poche / Antiquité », 2000, 351 p. (ISBN 2-253-90553-4)
- Wilfried Stroh (trad. de l'allemand par Sylvain Bluntz), La puissance du discours. Une petite histoire de la rhétorique dans la Grèce antique et à Rome, Paris, Les Belles Lettres, 2010, 514 p. (ISBN 978-2-251-34604-5)

#### Articles
- Marcel Delaunois et Claude Loutsch, « L'exorde dans les discours de Cicéron », Revue belge de philologie et d'histoire, vol. 75, no 1,‎ 1997, p. 184-185 (lire en ligne)